# العمرية (عين العرب)
عمرية  قرية سوريّة تتبع إداريّاً لمحافظة حلب منطقة عين العرب ناحية صرين، بلغ تعداد سكانها 305 نسمة حسب التعداد السكاني لعام 2004.